# Circunscripción electoral de Murcia

Circunscripción de Murcia
Cortes Generales* Congreso: 10 escaños (de 350)
- Senado: 4 senadores (de 266)Asamblea Regional de Murcia* 45 escaños (de 45)

Murcia es una de las 52 circunscripciones electorales utilizadas como distritos electorales para el Congreso de los Diputados y el Senado, que son las Cámaras Baja y Alta del Parlamento español. Tras el Estatuto de Autonomía de 1982, la provincia integró en solitario la comunidad autónoma de la Región de Murcia, por lo que esta circunscripción electoral representa a una comunidad autónoma uniprovincial.

## Ámbito de la circunscripción y sistema electoral
En virtud de los artículos 68.2 y 69.2 de la Constitución Española de 1978 los límites de la circunscripción debe ser los mismos que los de la Región de Murcia, y en virtud del artículo 140, esto sólo puede modificarse con la aprobación del Congreso de los Diputados. El voto es sobre la base de sufragio universal secreto.
En el caso del Congreso de los Diputados, el sistema electoral utilizado es a través de una lista cerrada con representación proporcional y con escaños asignados usando el método D'Hondt. Sólo las listas electorales con el 3 % o más de todos los votos válidos emitidos, incluidos los votos «en blanco», es decir, para «ninguna de las anteriores», se pueden considerar para la asignación de escaños. En el caso del Senado, el sistema electoral sigue el escrutinio mayoritario plurinominal. Se eligen cuatro senadores y los partidos pueden presentar un máximo de tres candidatos. Cada elector puede escoger hasta tres senadores, pertenezcan o no a la misma lista. Los cuatro candidatos más votados son elegidos.

## Elegibilidad
El artículo 67.1 de la Constitución española prohíbe ser simultáneamente miembro del Congreso de los Diputados y de un parlamento autonómico, lo que significa que los candidatos deben renunciar al cargo si son elegidos para un parlamento autonómico. No existe incompatibilidad similar en el caso de los senadores. El artículo 70 aplica también la inelegibilidad a los magistrados, jueces y fiscales en activo, Defensor del Pueblo, militares en servicio, los agentes de policía en activo y los miembros del tribunal constitucional y juntas electorales.

## Número de miembros
En las elecciones generales de 1977, 1979, 1982 1986 se eligieron en Murcia 8 miembros del Congreso. Esa cifra se aumentó a 9 miembros para las elecciones de 1993, 1996, 2000 y 2004. Debido al incremento de la población murciana, a partir de las Elecciones generales españolas de 2008 la circunscripción aportaría ya 10 diputados.

## Asamblea Regional de Murcia

### Diputados obtenidos por partido (1983-2023)
Desde las elecciones de 1983 hasta las de 2015, la comunidad autónoma elegía a sus representantes por medio de 5 circunscripciones electorales: Primera (Lorca), Segunda (Cartagena), Tercera (Murcia), Cuarta (Noroeste) y Quinta (Altiplano). El 23 de julio de 2015 se aprobó una reforma del sistema electoral autonómico mediante la cual se pasaba de 5 circunscripciones electorales a una única circunscripción electoral. Esta se llevó a efecto a partir de las elecciones de 2019. Por lo tanto, en la siguiente tabla se muestran los resultados totales de cada una de las elecciones que han tenido lugar desde la aprobación del Estatuto de Autonomía de la Región de Murcia.
|                        | Partido Popular de la Región de Murcia        | PPRM      | 16a | 16a | 17 | 26 | 26 | 28 | 29 | 33 | 22 | 16 | 21 |
|                        | Partido Socialista de la Región de Murcia     | PSRM-PSOE | 26  | 25  | 24 | 15 | 18 | 16 | 15 | 11 | 13 | 17 | 13 |
|                        | Izquierda Unida-Verdes de la Región de Murcia | IURM      |     | 1   | 4  | 4  | 1  | 1  | 1  | 1  | 0  | 0  | 2  |
|                        | Podemos Región de Murcia                      | PODEMOS   |     |     |    |    |    |    |    |    | 6  | 2b | 2  |
|                        | Vox                                           | VOX       |     |     |    |    |    |    |    |    | 0  | 4  | 9  |
|                        | Ciudadanos-Partido de la Ciudadanía           | CS        |     |     |    |    |    |    |    |    | 4  | 6  | 0  |
| Partidos desaparecidos |                                               |           |     |     |    |    |    |    |    |    |    |    |    |
|                        | Centro Democrático y Social                   | CDS       | 0   | 3   | 0  | 0  |    |    |    |    |    |    |    |
|                        | Partido Comunista de la Región de Murcia      | PCRM      | 1   | 0   |    |    |    |    |    |    |    |    |    |
| Total                  | Total                                         | Total     | 43  | 45  | 45 | 45 | 45 | 45 | 45 | 45 | 45 | 45 | 45 |

a Los resultados corresponden a los de Coalición Popular: Alianza Popular-Partido Demócrata Popular-Unión Liberal (AP-PDP-UL).

b Los resultados corresponden a los de Podemos-Equo.

## Congreso de los Diputados

### Diputados obtenidos por partido (1977-2023)
| Candidatura            | Candidatura                 | 1977 | 1979 | 1982 | 1986 | 1989 | 1993 | 1996 | 2000 | 2004 | 2008 | 2011 | 2015 | 2016 | 2019 (I) | 2019 (II) | 2023 |
| ---------------------- | --------------------------- | ---- | ---- | ---- | ---- | ---- | ---- | ---- | ---- | ---- | ---- | ---- | ---- | ---- | -------- | --------- | ---- |
|                        | Partido Popular             |      |      | 3    | 3    | 3    | 4    | 5    | 6    | 6    | 7    | 8    | 5    | 5    | 2        | 3         | 4    |
|                        | PSOE                        | 4    | 4    | 5    | 5    | 5    | 4    | 3    | 3    | 3    | 3    | 2    | 2    | 2    | 3        | 3         | 3    |
|                        | Vox                         |      |      |      |      |      |      |      |      |      |      |      | 0    | 0    | 2        | 3         | 2    |
|                        | Ciudadanos                  |      |      |      |      |      |      |      |      |      |      |      | 2    | 2    | 2        | 0         |      |
|                        | Podemos                     |      |      |      |      |      |      |      |      |      |      |      | 1    | 1b   | 1c       | 1c        | 1    |
|                        | Izquierda Unida             |      |      |      |      |      | 1    | 1    | 0    | 0    | 0    | 0    | 0    | 1b   | 1c       | 1c        | 1    |
|                        | Movimiento Sumar            |      |      |      |      |      |      |      |      |      |      |      |      |      |          |           | 1    |
| Partidos desaparecidos |                             |      |      |      |      |      |      |      |      |      |      |      |      |      |          |           |      |
|                        | Unión de Centro Democrático | 4    | 4    |      |      |      |      |      |      |      |      |      |      |      |          |           |      |
|                        | Centro Democrático y Social |      |      |      |      | 1    |      |      |      |      |      |      |      |      |          |           |      |
| Total                  | Total                       | 8    | 8    | 8    | 8    | 9    | 9    | 9    | 9    | 9    | 10   | 10   | 10   | 10   | 10       | 10        | 10   |

a Los resultados corresponden a los de la coalición entre Alianza Popular y el Partido Demócrata Popular.

b Los resultados corresponden a los de Unidos Podemos.

c Los resultados corresponden a los de Unidas Podemos.

## Diputados elegidos

### Diputados elegidos en la Legislatura Constituyente (1977)
| Partidos y coaliciones            | %      | Escaños | Miembros electos                                                                  |
| --------------------------------- | ------ | ------- | --------------------------------------------------------------------------------- |
| Unión de Centro Democrático       | 40,7 % | 4       | Joaquín Esteban, Antonio Pérez Crespo, Mario Arnaldos y Jesús Martínez Pujalte    |
| Partido Socialista Obrero Español | 34'9 % | 4       | Ciriaco de Vicente, José Antonio Bordes, Francisco Vivas y Francisco López Baeza. |
| Alianza Popular                   | 6,7 %  | 0       |                                                                                   |
| Partido Comunista de España       | 6,6 %  | 0       |                                                                                   |

### Diputados elegidos para la VII Legislatura (2000)
| Partidos y coaliciones            | %      | Escaños | Miembros electos                                                                                             |
| --------------------------------- | ------ | ------- | --- |
| Partido Popular                   | 58,1 % | 6       | Luis Gámir, Juan Carlos Ruiz, Andrés Ayala, Adolfo Fernández Aguilar, Eduardo Contreras y Pío Pérez Laserna. |
| Partido Socialista Obrero Español | 32,4 % | 3       | J. Manual Eguiagaray, José Antonio Gallego y Amparo Marzal.                                                  |
| Izquierda Unida                   | 6,2 %  | 0       | |

### Diputados elegidos para la VIII Legislatura (2004)
| Partidos y coaliciones            | %      | Escaños | Miembros electos                                                                                             |
| --------------------------------- | ------ | ------- | --- |
| Partido Popular                   | 57,4 % | 6       | Elvira Rodríguez, Andrés Ayala, Lourdes Méndez, Alberto Garre, Adolfo Fernández Aguilar y Pío Pérez Laserna. |
| Partido Socialista Obrero Español | 35,0 % | 3       | Pedro Saura, Raimundo Benzal y María Rosario Juaneda.                                                        |
| Izquierda Unida                   | 4,2 %  | 0       | |

### Diputados elegidos para la IX Legislatura (2008)
| Partidos y coaliciones            | %      | Escaños | Miembros electos |
| --------------------------------- | ------ | ------- | --- |
| Partido Popular                   | 61,2 % | 7       | Pilar Barreiro, Vicente Martínez-Pujalte, Andrés Ayala, Jaime García Legaz, Lourdes Méndez, Alberto Garre y Arsenio Pacheco. |
| Partido Socialista Obrero Español | 33,5 % | 3       | Mariano Fernández Bermejo, José Javier Mármol y Sara García Ruiz.                                                            |
| Izquierda Unida                   | 2,9 %  | 0       | |

### Diputados elegidos para la X Legislatura (2011)
| Partidos y coaliciones            | %      | Escaños | Miembros electos |
| --------------------------------- | ------ | ------- | --- |
| Partido Popular                   | 64'2 % | 8       | Andrés José Ayala Sánchez, Pilar Barreiro Álvarez, María Dolores Bolarín Sánchez, María Ascensión Carreño Fernández, Teodoro García Egea, Vicente Martínez-Pujalte López y Lourdes Méndez Monasterio. |
| Partido Socialista Obrero Español | 20,9 % | 2       | Pedro Saura García y María González Veracruz |
| Unión Progreso y Democracia       | 6,2 %  | 0       | |

## Senado

### Senadores obtenidos por partido (1977-2023)
| Candidatura            | Candidatura     | 1977 | 1979 | 1982 | 1986 | 1989 | 1993 | 1996 | 2000 | 2004 | 2008 | 2011 | 2015 | 2016 | 2019 (I) | 2019 (II) | 2023 |
| ---------------------- | --------------- | ---- | ---- | ---- | ---- | ---- | ---- | ---- | ---- | ---- | ---- | ---- | ---- | ---- | -------- | --------- | ---- |
|                        | Partido Popular | 0*   | 0    | 1*   | 1*   | 1    | 3    | 3    | 3    | 3    | 3    | 3    | 3    | 3    | 2        | 3         | 3    |
|                        | PSOE            | 1    | 3    | 3    | 3    | 3    | 1    | 1    | 1    | 1    | 1    | 1    | 1    | 1    | 2        | 0         | 1    |
|                        | Vox             |      |      |      |      |      |      |      |      |      |      |      | 0    | 0    | 0        | 1         | 0    |
| Partidos desaparecidos |                 |      |      |      |      |      |      |      |      |      |      |      |      |      |          |           |      |
|                        | UCD             | 3    | 1    | 0    |      |      |      |      |      |      |      |      |      |      |          |           |      |
| Total                  | Total           | 4    | 4    | 4    | 4    | 4    | 4    | 4    | 4    | 4    | 4    | 4    | 4    | 4    | 4        | 4         | 4    |

- En las Elecciones generales de 1986, el Partido Popular se presentó como Coalición Popular (CP).